# Генріх V (король Англії)
Ге́нріх V (англ. Henry V; 9 серпня чи 16 вересня 1387 — 31 серпня 1422) — король Англії (з 1413 року), син Генріха IV з династії Ланкастерів.
Генріх V був одним з найвизначніших полководців Столітньої війни. Розгромив французів під Азенкуром (1415), де особисто взяв участь у рукопашному бою. За договором в Труа (1420) став спадкоємцем французького короля Карла VI Божевільного і отримав руку його дочки Катерини. Продовжив війну з сином Карла, який не визнав договору, дофіном (майбутнім Карлом VII) і під час цієї війни помер, всього за два місяці до Карла VI; якби він прожив ці два місяці, то став би королем Франції. Помер у серпні 1422 року, ймовірно від дизентерії.

## Ранні роки
Майбутній король народився 9 серпня або 16 вересня 1386 чи 1387 року в замку Монмут у родині Генріха Болінгброка (майбутнього короля Генріха IV) та 16-річної Марії де Богун. Після вигнання батька Генріха у 1398 році король Річард II узяв хлопчика під свою опіку й поводився з ним вкрай доброзичливо. Юний Генріх супроводжував Річарда II у поїздці Ірландією. Після здобуття Генріхом IV престолу в 1399 році молодий Генріх повернувся до Англії, де офіційно став спадкоємцем престолу. На коронації батька він отримав титул принца Уельського. 10 листопада 1399 року він отримав титул герцога Ланкастерського, ставши третьою особою, яка отримала цей чин за минулий рік. Окрім цього, Генріх також носив титули герцога Корнуельського, графа Честерського й герцога Аквітанського. Відповідно до свідчень середньовічних англійських хроністів, Генріх упродовж цього року навчався в одному з коледжів Оксфордського університету під опікою свого дядька Генрі Бьюфорда, канцлера університету.
За кілька років він уже очолював англійські війська у придушенні повстання Овайна Гліндура. Приєднавшись до військ свого батька, він бився проти Генрі Персі у битві під Шрусбері 21 липня 1403 року. Битва ледь не завершилась загибеллю 16-річного принца від ворожої стріли, що потрапила йому в обличчя. Завдяки зусиллям королівського лікаря пораненого принца вдалось врятувати, однак шрами на обличчі залишились на все життя.

## Участь у керуванні країною. Конфлікт з батьком
Увага Генріха аж до 1408 року була цілком зосереджена на подіях у Вельсі. Потім, внаслідок тяжкої хвороби короля, принц почав відігравати куди більше помітну роль у державних справах. Із січня 1410 року за участі своїх дядьків Генрі й Томаса Б'юфорта він фактично керував державою. Однак його суперечки з батьком з приводу зовнішньої та внутрішньої політики призвели до того, що 1411 року король виключив сина зі своєї Ради. Ця сварка була спричинена винятково політичними причинами. Історії про розгульну юність майбутнього Генріха V, увічнені Шекспіром, не мають під собою жодних серйозних підстав.

## Вступ на престол

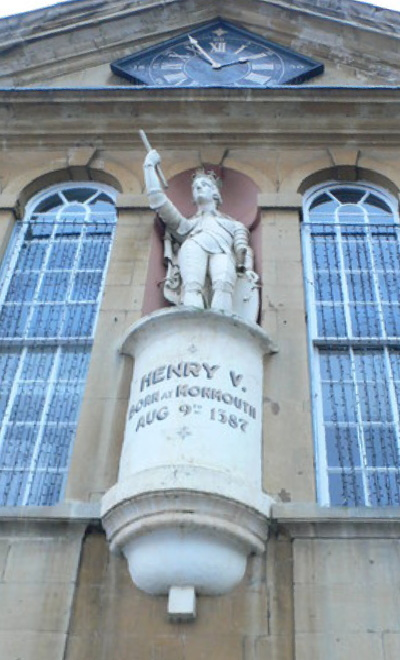

Після смерті Генріха IV 20 березня 1413 року Генріх V наступного дня вступив на англійський престол, а 9 квітня 1413 року був коронований у Вестмінстерському абатстві. Церемонія була затьмарена жахливою сніжною бурею, і сучасники довго думали над тим, як можна трактувати цей знак.

## Похід до Франції
Щойно отримавши владу, Генріх почав готуватись до походу у Францію, з якою вже багато років зберігалось перемир'я. Першу його експедицію було відкладено внаслідок змови Річарда, графа Кембриджського, молодшого сина Едмунда Ленглі, герцога Йоркського. Це було щось на кшталт передвісника знаменитої війни Червоної та Білої троянд. Змовників було заарештовано, а графа Кембриджського страчено. Невдовзі після цього Генріх висадився в Нормандії та взяв в облогу Арфлер. 22 вересня місто було узято й перетворено на опорний пункт для походів углиб Франції.
Генріх відрядив до Парижа посольство, щоб оголосити про свої права на французьку корону. Це були ті самі претензії, які заявляв його прадід Едуард III. У жовтні Генріх повів своє військо північною Нормандією та Пікардією до низів'я Сомми. Він підтримував у війську сувору дисципліну й забороняв грабіжництво. 19 жовтня 1415 року під Азенкуром англійці зустріли французьку армію, яка в кілька разів переважала їхню власну. Готуючись до бою, Генріх наказав укріпити свої позиції частоколом і рогатками. Коли французи перейшли в наступ, вони потрапили під убивчий вогонь англійських стрільців. Лицарі, що наступали в перших рядах, особливо постраждали від стріл. З 10 тисяч убитих під Азенкуром французів 8 тисяч були шляхтичами. За три години, так і не досягнувши успіху, французи безладно відступили.
Повернувшись на якийсь час до Англії, Генріх потім відновив війну. У 1418 році він заволодів усією нижньою Нормандією, а в січні 1419 року прийняв капітуляцію Руана. У грудні на бік англійців перейшов герцог Бургундський. В Аррасі він підписав з Генріхом угоду й визнав його права на французьку корону. У травні 1421 року в Труа Генріх підписав мирну угоду з безумним французьким королем Карлом VI. Генріх обіцяв одружитись з його дочкою Катериною, залишивши за Карлом королівський сан до самої його смерті. Дофін Карл не визнав цієї угоди. Генріх пішов проти нього, узяв Сане, Монтеро, Мелен й на початку грудня урочисто вступив до Парижа.
У 1421 році Генріх з дружиною повернулись до Англії, але звістка про перемогу французів під Боже змусила його повернутись. У травні 1422 року він узяв Мо й вирушив на південь. Справа Дофіна здавалась програною, але в Мелені Генріх раптово захворів на дизентерію.
Він не міг сісти верхи, і його несли в ношах. Короля доставили в Буа де Венсенн, й тут він помер наприкінці серпня, залишивши після себе спадкоємцем дев'ятимісячного сина.

## У літературі

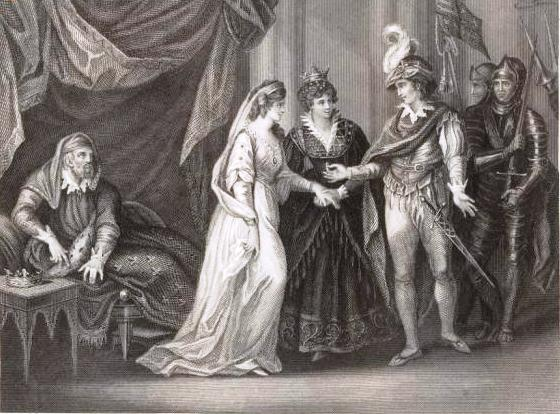
Весілля короля Англії Генріха V з принцесою Франції. Гравюра 1841 року

Генріх — один з основних персонажів часописів Шекспіра «Генріх IV» (частина 1 й 2) та «Генріх V». У першій він фігурує як «принц Гел», який після смерті батька стає королем. Друга присвячена битві під Азенкуром, протистоянню Англії та Франції й завершується сценами укладання миру з Карлом VI та знайомства з його дочкою.
Шекспір представляє Генріха-принца безпутним юнаком, який марнує життя в компанії Фальстафа та інших колоритних персонажів; тільки-но той стає королем, він дивовижним чином змінюється, драматург наділяє його усіма позитивними якостями, що притаманні зразковому монарху. У п'єсі «Генріх V», що зображує Столітню війну, короля ідеалізовано.
Канонізоване Шекспіром уявлення про Генріха до вступу на престол як про пройдисвіта й гультяя історичній дійсності не відповідає; насправді він під час правління батька (особливо в останні роки) брав активну участь у керуванні державою.